# ウォーリー木下
ウォーリー木下（ウォーリー きのした、1971年12月20日 - ）は、日本の演出家、脚本家。所属事務所はキューブ。
東京都出身で、神戸大学卒業。演劇を始めたのは在学中で、1993年「劇団☆世界一団」(後にSundayと改称)を結成した。
2002年、パフォーマンスグループ「THE ORIGINAL TEMPO」(TOT)を結成し、演出・構成を担当している。TOTは、2008年、2009年にスコットランドのエジンバラフリンジフェスティバルで公演、批評紙で高評価を得た。2018年には神戸アートビレッジセンターの舞台芸術プログラムディレクターに就任。
2021年には、2020年東京パラリンピックの開会式のディレクターを務めた。

## 作品リスト[3]

### 舞台作演（劇場外公演）

#### 神戸アートビレッジセンター（KAVC）関連
- 落ちる娘、他（2004年）
- ワイルド番地（2005年）
- ロビーストーリーとねずみの秘密（2007年）
- ヤング！ジャンプ！（2009年）

#### 東京パフォーマンスドールの公演
- PLAYxLIVE「1×0」（2013年）
- LIVE TOUR 2014夏（2014年）
- PLAYxLIVE「1×0 NEW VERSION」（2014年）
- ZEPP TOUR 2015春 ～DANCE SUMMIT“1×0”ver3.0～」（2015年）

#### ハイパープロジェクション演劇「ハイキュー！！」
- 「ハイキュー!!」（演出）（2015年）
- 「ハイキュー!!」〝烏野、復活！”（演出・共同脚本）（2016年）
- 「ハイキュー!!」〝頂の景色〞（演出）（2016年）
- 「ハイキュー!!」〝進化の夏〞（演出、脚本）（2017年）
- 「ハイキュー!!」〝勝者と敗者”（演出・共同脚本）（2017年）
- 「ハイキュー!!」〝最強の場所〞（演出、脚本）（2018年）
- 「ハイキュー!!」〝はじまりの巨人〞（演出、脚本）（2018年）
- 「ハイキュー!!」“飛翔”（演出、脚本）（2019年）
- 「ハイキュー!!」“最強の挑戦者(チャレンジャー)”(演出、脚本)（2020年）
- 「ハイキュー!!」“ゴミ捨て場の決戦”（演出・脚本）（2020年）
- 「ハイキュー!!」“頂の景色・2”(演出・脚本)（2021年）

#### その他
2003年
- 吉本興業＆タリーズコーヒー「０．５ミリの遠距離恋愛」
- シアトリカル・ベース・ワンモア「ボタン工場の羊少女メー」

2004年
- ピッコロ演劇祭招待公演「ライオンと音楽家」
- KOKO PLAZAワークショップ「地球人大襲来」

2005年
- CBワークショップ公演「ボタン工場の羊少女メー」
- ダンスオペラ「PLANET WANDERLAND～鳥の落ちてきた日」
- 有栖零番館プロデュース「十二日鼠の小さな冒険」
- 有栖川有栖ミステリー劇場「インディアン島からの招待状」
- プロペラジャイブ「re-try」

2006年
- ３UNIT PRODUCE「ナイトサファリ」
- CBWS THEATER「小さな病院のメロディ」※脚本のみ
- HEP HALLプロデュース「LOVERS　２人だけのロミオとジュリエット～よろい編～」

2007年
- テラヤマ博「書を捨てよ、町へ出よう、とか」
- 劇団ひまわり「ニカ１８」
- 赤星マサノリ一人芝居GLOBAL MAP「線平地」

2008年～
- HEP HALLプロデュース「素浪人ワルツ」

2008年
- 劇団ひまわり「山月記」

2009年
- 西村和宏（青年団）＋ウォーリー木下企画「ハルメリ」※演出のみ
- 兵庫県立ピッコロ劇団「あの森に行ってはならない」
- 堺市民演劇「ドラマシアターSAKAI～５人の作家の５つの視点～」

2010年
- VOCE企画「8人の女たち」※演出のみ
- 京阪電車１００周年事業「サーカストレイン」

2010年～
- ノンバーバルパフォーマンス「GEAR」

2011年
- ミュージカル「ズボン船長 FIFI AND THE SEVEN SEAS」※脚本のみ

2012年
- KIITOオープニングイベント「いざないの実験」
- NMS「アイ・アム・ウェイティング・フォー・ザ・マン」

2013年
- YOUPLAY「スペースレンジャーの不思議な惑星」
- PLAY ont the water「フール・オン・ザ・ヒル」※演出のみ
- 呼吸ら「星座から見た地球」
- 関西二期会「愛の妙薬」※演出のみ

2014年
- おおさかカンヴァス2014「御堂筋ウォーキング　はたらく人～WORK AND WALK～」（演出）

2015年
- メイシアタープロデュース「やぶのなか」（脚色・演出）
- シアターBRAVA！10周年記念シリーズ　つながる音楽劇「麦ふみクーツェ〜enerything is symphony!!〜」（脚本・演出）
- 灘区民ホール・関西二期会共同サロンオペラVol.3「ヘンゼルとグレーテル」（演出）

2016年
- DANCE BOX 20周年企画 「The PARTY -Can’t Stop the Dance-」（全体構成・演出）
- スターシアタープロデュース「Honganji」「Honganji-リターンズ-」（演出）
- 「ふじのくに⇄せかい演劇祭2016」（プログラム・ディレクター）

2018年
- 大阪府障がい者舞台芸術オープンカレッジ「うみのうたごえ」（演出）
- 「年中無休！」（演出）
- ミュージカル「リューン〜風の魔法と滅びの剣〜」（演出）
- 乃木坂46版ミュージカル「美少女戦士セーラームーン」（演出）
- 「Amazing Performance W3（ワンダースリー）」（構成・演出)

2019年
- 音楽劇「ロード・エルメロイII世の事件簿-case.剥離城アドラ-」（総合演出）
- 乃木坂46版ミュージカル「美少女戦士セーラームーン」2019（演出）
- SHOW BOY （演出)
- ミュージカル「リューン〜風の魔法と滅びの剣〜」再演（演出）
- 舞台「スケリグ」（演出）

2020年
- 舞台「スケリグ」再演（演出)

2021年
- 「バクマン。」THE STAGE（演出・脚本）
- 舞台「スタンディングオベーション」(演出)
- SHOW BOY（原案・演出）（ふぉ〜ゆ〜主演）（再演）
- ミュージカル「ダブル・トラブル」(演出)
- 音楽劇「プラネタリウムのふたご」（演出・脚本）

2022年
- 舞台「粛々と運針」（加藤シゲアキ主演）（演出）

2023年
- SHOW BOY（原案・演出）（ふぉ〜ゆ〜主演）（再再演）

2025年
- Maison de Poupée（玉井詩織主演）（構成・総合演出）

### メディア脚本
2001年
- 青春アドベンチャー『６４５』（NHK-FM）

2002年
- 青春アドベンチャー『不思議屋博物館』（NHK-FM）
- 青春アドベンチャー『スウィート・アンダーグラウンド』（NHK-FM）

2007年
- こうたろ（YTV）

2012年
- よしもと情熱コメディ（YTV）

### イベントディレクション

#### フェス
2001年
- 神戸ショートプレイフェスティバル

2004～2007年
- OSAKA SHORT PLAY FESTIVAL

2010年
- オパフェ！～オーサカパフォーマンスフェスティバル～

2011年～
- PLAY PARK―日本短編舞台フェス―

2013年～
- 多摩１キロフェス

2017年～
- 静岡ストリートシアターフェス「ストレンジシード」（プログラム・ディレクター）

#### その他
2017年
- サンリオピューロランド イルミネーションショー「クリスマ☆パーティ～｢ス｣が消えちゃった!?～」（構成・演出）

2021年
- 2020年東京パラリンピック開会式 （ディレクター）

### その他
- おかきのみ「性格の悪い白鳥さん」 （ぴあ関西版WEB） （原作）

- プレイステーション２「忍道　戒」（シナリオ）

- 2018年4月〜「神戸アートビレッジセンター(KAVC)」（舞台芸術プログラム・ディレクター）

## 受賞歴
- 第49回菊田一夫演劇賞（『チャーリーとチョコレート工場』『町田くんの世界』）[4]